# Dissertation on First Principles of Government
Dissertation on First Principles of Government ou (em português: Dissertação sobre os primeiros princípios do governo), é um panfleto escrito pelo político, revolucionário e intelectual Thomas Paine. Publicado em julho de 1795, é uma defesa aberta do voto universal masculino durante a discussão sobre a nova Constituição na França, que estava em curso na Convenção Nacional. 

## Publicação
Paine iniciou a escrita do panfleto considerando os Países Baixos, porém, devido à queda do governo jacobino em julho de 1794, o texto destinou-se à Convenção Termidoriana, enquanto ela discutia a Constituição do Ano III.
Em abril de 1795, após manifestações exigindo pão e liberdade, a Assembleia nomeou uma comissão de onze membros para redigir uma nova Constituição. Essa Constituição foi votada em 22 de agosto de 1795 e proclamada em 23 de setembro, quando foi reconhecido o voto masculino e censitário, que, segundo os deputados, era mais inclusivo que o dos Estados Unidos. Nesse período, ganhou contorno uma versão do 'liberalismo francês', que consistia na ideia de que é impossível conciliar a participação popular no processo político com a proteção dos direitos individuais.
Foi nesse período que Paine, em julho de 1795, publicou a Dissertation, onde é possível entender o posicionamento de um deputado termidoriano preocupado com as liberdades individuais.

## Argumentos
O panfleto possui uma estrutura objetiva, onde Paine desenvolve seu argumento principal de que: a propriedade privada não pode ser considerada um direito natural que se sobreponha aos demais e, por essa razão, não deve ser um critério para o voto.
O panfleto pode ser dividido nos seguintes momentos:

### Centralidade política

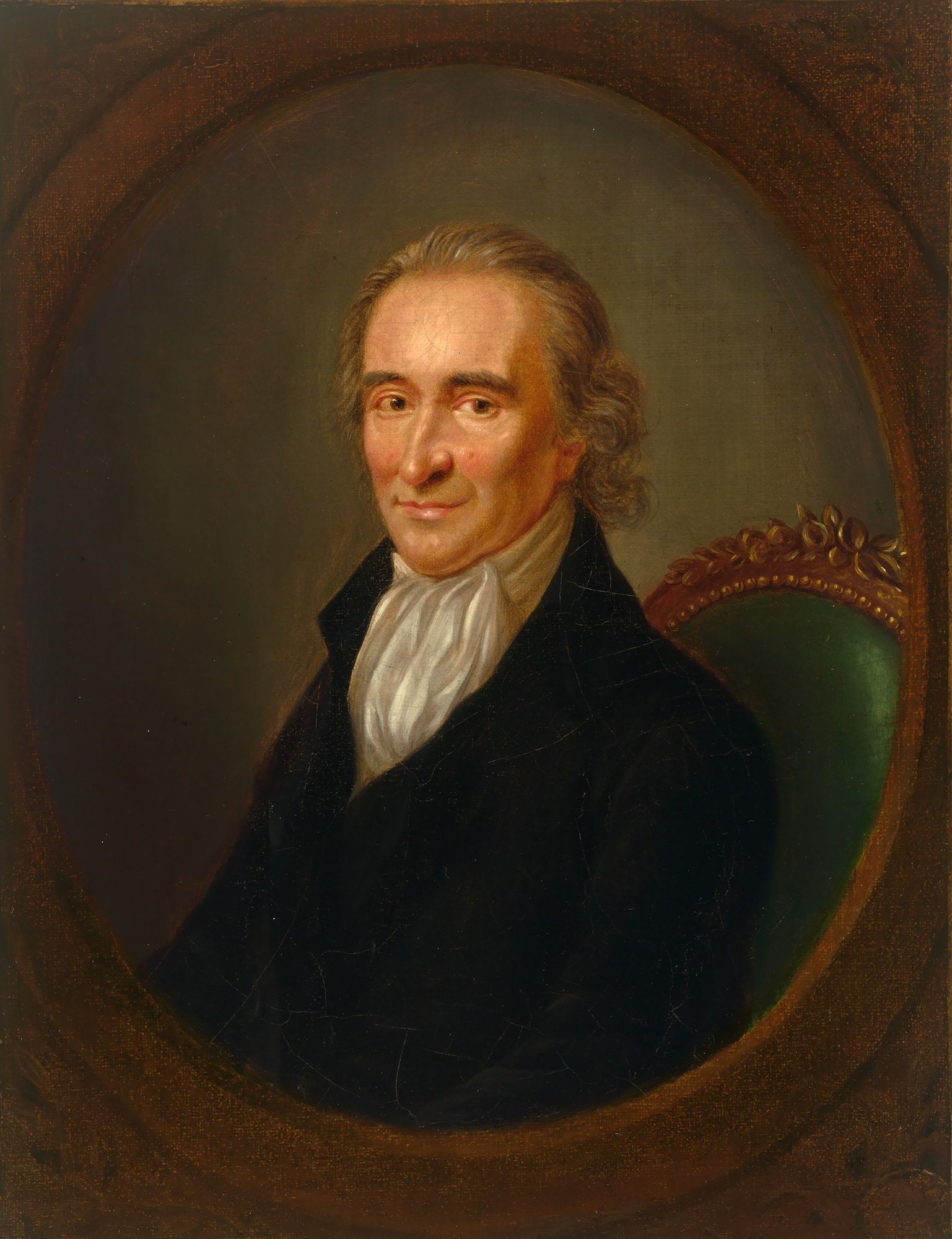
O autor de Dissertation, Thomas Paine, em 1792

Paine inicia o panfleto afirmando que 'não há questão de maior interesse que a questão do governo. Sua segurança, seja ele rico ou pobre, e, em grande medida, sua prosperidade, está relacionada ao governo; é, portanto, de seu interesse, bem como é seu dever, estar ele próprio familiarizado com os princípios do governo e como deve ser seu exercício'.
Neste momento inicial, Paine distingue-se dos autores clássicos ao propor que existem apenas duas divisões do governo: o governo por eleição e representação e o governo por sucessão hereditária. Desse modo, a aristocracia ou oligarquia são apenas expressões de um mesmo sistema hereditário, e que as revoluções que estavam ocorrendo na Europa eram conflitos entre o sistema representativo e o sistema hereditário.
Paine também define como impraticável uma democracia simples (direta) e afirma que a única possibilidade é por meio de um sistema representativo.

### Governos hereditários
Paine principia seu argumento dizendo que 'não há em Euclides uma proposição mais matematicamente verdadeira que aquela segundo a qual o governo hereditário não tem direito de existir'. E desenvolve seus argumentos contrários aos governos hereditários, todos de ordem temporal: o primeiro diz respeito à sucessão dos governos; o segundo, às suas origens; o terceiro, à eternidade dos direitos. 
Para Paine, o governo hereditário insulta a razão, visto que o poder pode cair nas mãos de um jovem incompetente, e assim, ofende todos os homens de uma nação que são mais velhos, talentosos e de bom caráter. Além disso, o governo hereditário não possui o direito de existir, porque nenhum homem ou família está acima das demais, por isso, se não possui o direito de começar, também não pode ser perpetuado. Paine evidencia que o direito que qualquer homem ou família teve para estabelecer-se no governo e converter seu domínio hereditariamente não é diferente do direito de Robespierre fazer o mesmo na França. Logo, todas as famílias são iguais no que diz respeito ao direito, pois ele não pertence a ninguém, e compreender isso é o primeiro passo para a liberdade.
Paine prossegue sua crítica com a seguinte questão: uma vez tendo principiado, o tempo pode tornar legítimo o governo hereditário? E a resposta para essa pergunta é não, dado que uma injustiça principiada há mil anos é tão iníqua quanto aquela que iniciou hoje. Portanto, o tempo, em relação aos princípios, é um eterno agora. Quando nos deparamos com uma injustiça, é ali que ela nasce para nós, isto é, temos o direito de resistir a uma injustiça que começou a mil anos tanto quanto se ela tivesse acabado de começar.
Dessa maneira, os direitos são atemporais, compete aos vivos fazer política. Criar leis irrevogáveis é uma forma clara de despotismo, pois é uma traição aos menores de idade e às gerações seguintes. Do mesmo modo que é uma forma inquestionável de despotismo uma família estabelecer-se no poder e ser consentida por uma nação.

### Governos representativos
Segundo Paine, diferentemente do governo hereditário, o governo representativo não possui problemas nas suas origens, pois ele não é ancorado a partir da conquista ou da usurpação, mas sim nos direitos naturais, ou seja, no direito que pertence ao indivíduo pela própria força de sua existência. 
Em contrapartida, o voto censitário produz um novo tipo de aristocracia, sendo um despotismo instalado no governo representativo. Paine segue afirmando que a sociedade política precisa ser um espaço de igualdade, e que a democracia, indissociável da ideia de direitos, garante um campo de negociações e permite a defesa dos mais pobres contra os mais ricos.
Além disso, submeter a liberdade de voto à propriedade é uma forma de vincular direitos às coisas ou animais. Paine demonstra um exemplo disso:
'Um potro ou uma mula que valham a soma em questão concederiam ao seu proprietário o direito ao voto. Em caso de morte, eles.

### Bicameralismo, poder executivo e rotatividade do poder
Paine demonstra preocupação com a possibilidade de deterioração da democracia. Neste ponto do panfleto, Paine afirma que o pior tipo de governo, é o que as decisões são sujeitas a vontade de um único indivíduo, e que quando a legislatura amontoa-se em um órgão, a massa assemelha-se a esse indivíduo. Portanto, a solução dada por Paine é a do bicameralismo, onde a representação é feita por dois órgãos eleitos, e separados por sorteio. 
Paine também diferencia como deve ser os meios para derrotar o despotismo, e os procedimentos que devem ser adotados após a derrota: primeiramente, por meio da insurreição e violência, mas após a derrota, a sociedade precisa ser um espaço democrático onde o pacifismo e diálogo estejam presentes, para a construção de uma democracia.